# NGC 2187
NGC 2187 (PGC 18354 i PGC 18355) – para galaktyk spiralnych (Sa), znajdująca się w gwiazdozbiorze Złotej Ryby. Odkrył ją 23 grudnia 1834 roku John Herschel.